# Добруцький Ігор Ігорович
Ігор Ігорович Добруцький (нар. 8 березня 1958, м. Київ Українська РСР) — український підприємець, громадський діяч, засновник і директор «Folk Ukraine», депутат Київської міської ради V скликання (2006–2008 рр.), почесний президент громадської організації «Столичні ініціативи», засновник приватного дендрологічного парку Добропарк.

## Життєпис

### Походження та навчання
Ігор Добруцький народився 8 березня 1958 року в Києві. Закінчив столичну школу № 25. Потім навчався у Вінницькому технікумі громадського харчування, який закінчив з відзнакою. У 1987 році закінчив «Економічний факультет» Київського торгово-економічного університету. Із вересня 1996 до липня 1999 — слухач Дипломатичної академії України при Міністерстві закордонних справ України у місті Києві.
У 2002 році здобув диплом магістра Зовнішньої політики у Дипломатичній академії України, навчаючись на відділенні «Міжнародного права», яку закінчив за спеціальністю «Зовнішня політика».

## Кар'єра і бізнес
Ігор Добруцький розпочав трудову діяльність у 1982 році на посаді начальника «Продснабу» комбінату «Київсільбуд». У 1988 році він заснував компанію «Роксолана» — першу фірму з продажу квітів, формування букетів та доставки в Україні. З 1990 році бренд «Роксолана» вийшов на міжнародний рівень, охоплюючи ринки Польщі, Нідерландів та інших країн.
У 1991 році відкрив перший в Україні та другий в СРСР магазин «Yves Rocher» на Хрещатику. Нині Ігор Добруцький управляє 44 магазинами по всій країні. У 1995 році на відкриття салону Estée Lauder в «Роксолані» організував приїзд до Києва мільярдера, власника американської косметичної та парфумерної компанії Estée Lauder Companies Рональда Лаудера.
У 2001–2004 роках обіймав посаду голови Представництва Державного комітету з питань регуляторної політики та підприємства у місті Києві.

### Громадська діяльність
Тривалий період (лютий 2005 — липень 2009) обіймав посаду президента громадського об'єднання «Асоціація флористів України».

### Folk Ukraine
У 2007 році Ігор Добруцький заснував «Folk Ukraine» — одну з найбільших компаній з організації івентів в Україні. Компанія є організаторами проведення «Фестивалю писанок», «Параду вишиванок», Нового Року на Софіївській та Контрактовій площі, Дня Києва, появи квіткового годинника.
Від 2014 року компанія щорічно організовує Новий Рік на Софії та Контрактовій площі. У 2015 році компанія започаткувала проєкт «Новий рік на Софії», що об'єднав «Фестиваль Святого Миколая», відкриття Всеукраїнської Резиденції Святого Миколая на території Національного заповідника «Софія Київська», офіційне відкриття Головної ялинки, святкування Новорічної ночі та Різдва.
З 2018 році Ігор Добруцький автор власної системи крапельного поливу «Long water». У 2020 році створив найбільший відпочинковий еко-парк Європи — DobroPark. Він розміщується на 170 гектарах та має на своїй території озера, долини, різноманітні ландшафтні природні зони, тощо. Влітку 2020 року тут пройшов фестиваль петуній. Близько 100 тисяч квітів були висаджені задля цього.

### Державна служба
У 2006 році був обраний депутатом Київської міської ради V скликання, де займався регулюванням зовнішньої реклами, туризмом, облаштуванням парків, контролем за водоймами і пляжами на Дніпрі.
З 2008 році Ігор Добруцький був призначений радником міського голови з питань екології, озеленення та благоустрою Києва, пізніше обіймав посаду заступника голови Київської міської державної адміністрації.
У 2010 році головував в Асоціації випускників Дипломатичної академії України. Із 2011 року обіймає посаду президента громадської організації «Столичні ініціативи», а з 2012 — голови Громадської ради з реалізації стратегічної ініціативи «Дніпровська перлина» при Департаменті містобудування та архітектури міста Києва, окрім того, — голова Асоціації випускників Дипломатичної академії України.
З 2015 році Ігор Добруцький організатор святкування на Софійському майдані Нового року і Різдва.

### Телеведучий
У 2017 році був обличчям та ведучим авторської програми про садівництво каналу «Дача».

## Нагороди та відзнаки
- 2001, серпень — Подяка Київської міської державної адміністрації «За вагомий особистий внесок у створення духовних і матеріальних цінностей та досягнення високої майстерності у професійній діяльності» (№ 25506 від 31.08 2001 р. Голова КМДА. О. Омельченко)[4];
- 2002 — Почесна грамота Кабінету Міністрів «За особистий внесок в розвиток підприємництва» (№ 4159 від 17.08 2002 р. Кабінет Міністрів України А. Кінах).
- 2003 — Міжнародна премія «Бізнес-олімп» з присвоєнням звання «Золота Торгова Марка» («RD»)[7];
- 2003 — Почесна орденська відзнака ІІІ ступеня міжнародної благодійної організації «Фонд суспільного визнання».
- 2017 — Звання «Менеджер 2017 року» за версією Ukrainian Event Awards[25]
- Золоті медалі на міжнародних конкурсах (1988, 1989, 1990, 1993, 1996 рр.) торгової марки «Роксолана».

## Захоплення
Активно цікавиться питаннями екології, садово-парковим мистецтвом, туризмом, архітектурою, благоустроєм міста, фотографією.
Також особливе місце в житті посідає інтерес до розмаїтої української традиційної культури і мистецтва.

## Особисте життя
Одружений, виховує трьох синів.